# 恐怖と欲望
『恐怖と欲望』（きょうふとよくぼう、Fear and Desire）は、1953年公開のアメリカ映画である。監督はスタンリー・キューブリック。モノクロ、スタンダード、62分。
キューブリックの劇場映画デビュー作で、彼の伯父に資金を出資してもらって製作した。製作側も出演者もほとんど映画製作の経験がなく低予算で作られたが、ニューヨークの批評家からは好評価を受けた。
キューブリック自身は本作を「素人の仕事」として、フィルム・プリントを自分で購入し封印してしまい、長らく「幻のデビュー作」となっていた。ニューヨーク・ロチェスターのコダック・アーカイヴに1本だけフィルムが残っている。

## ストーリー
軍用機が敵の攻撃を受け、敵地の森に墜落した。無傷で助かった4人の兵士は、上官のコービー中尉の指示の下、筏で川を下って脱出することにする。ベテランのマック軍曹は川の反対側に敵のアジトを見つけ、そこに将軍らしき人物がいることを知ると、コービー中尉に奇襲を提案するが却下される。翌日、地元の少女に姿を見られた4人は彼女を木に縛り付ける。彼女の見張りを命じられた若い兵士シドニーは、恐怖心と欲望に駆られて彼女を犯そうと、彼女を縛り付けていたベルトを外すが、その瞬間に彼女は逃げ出す。慌てたシドニーは彼女を射殺してしまう。銃声に気付いてマック軍曹が駆けつけると、シドニーは既に気が触れており、そのままどこかに走り去ってしまう。
マック軍曹は、自分が筏で囮となり、その隙にコービー中尉とフレッチャーの2人で敵のアジトに忍び込んで将軍を倒し、飛行機を奪う計画を提案する。命の方が大事として反対するコービー中尉に対し、マック軍曹は「死ぬまでに何かを成し遂げたい、そのためには死んでもいい、このままではシドニーのように狂ってしまう」と言う。コービー中尉はマック軍曹の提案を受け入れる。
計画通りにマック軍曹が囮となっている間にコービー中尉とフレッチャーの2人は将軍の暗殺に成功し、奪った飛行機で脱出する。一方、マック軍曹は撃たれて息も絶え絶えの中、筏で川を下っているとシドニーと再会する。
無事に味方の基地に辿り着いたコービー中尉とフレッチャーは行方不明のマック軍曹を捜しに川辺に向かう。すると筏が現れ、そこにはマック軍曹の死体とシドニーの姿があった。

## スタッフ
- 監督・製作・撮影・編集：スタンリー・キューブリック
- 脚本：ハワード・サックラー
- 音楽：ジェラルド・フリード

## キャスト
- マック軍曹：フランク・シルヴェラ
- コービー中尉 / 敵の将軍（二役）：ケネス・ハープ
- シドニー：ポール・マザースキー
- フレッチャー / 敵の大尉（二役）：スティーブ・コイト
- 少女：ヴァージニア・リース（英語版）
- ナレーター：デヴィッド・アレン

## 公開・上映
2011年秋にアメリカのケーブルテレビTCM局で放映され、2012年3月にはニューヨークのリンカーンセンターで開催された第41回ニューディレクターズ/ニューフィルムズ・シリーズで上映された。2012年10月23日にアメリカでDVD&Blu-rayがKINO INTERNATIONALより発売された（同ソフトには「海の旅人たち」も収録。2作品とも日本語字幕・吹替は無し）。
日本ではアイ・ヴィー・シーによって2013年5月3日に初公開され、同年12月10日にDVD&Blu-rayが発売された。